# Scheefheid

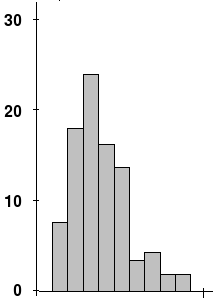
Voorbeeld van rechtsscheef verdeelde data

In de statistiek is scheefheid (Engels: skewness) een maat voor asymmetrie van een kansverdeling. 

## Definitie
De scheefheid {\displaystyle \gamma _{1}} is het derde gestandaardiseerde moment, mits dit bestaat, van de kansverdeling:
{\displaystyle \gamma _{1}={\frac {\mu _{3}}{\sigma ^{3}}}}
Hierin is {\displaystyle \mu _{3}} het derde centrale moment en {\displaystyle \sigma } de standaardafwijking. De scheefheid kan dus ook geschreven worden als
{\displaystyle \gamma _{1}={\frac {\mathrm {E} [(X-\mu )^{3}]}{(\mathrm {E} [(X-\mu )^{2}])^{3/2}}}}
met {\displaystyle X} een stochastische variabele verdeeld volgens de gegeven kansverdeling en {\displaystyle \mu ={\rm {E}}X} de verwachtingswaarde daarvan.
Een symmetrische verdeling heeft een scheefheid {\displaystyle \gamma _{1}=0}. Voorbeelden van symmetrische verdelingen zijn de normale verdeling, de uniforme verdeling (discreet en continu) en de binomiale verdeling met succeskans {\displaystyle p=1/2}.
Een verdeling heet rechtsscheef, als deze aan de rechterkant een langere en zwaardere staart heeft dan aan de linkerkant. Bij deze verdeling is de mediaan kleiner dan de verwachtingswaarde. Deze benaming is enigszins verwarrend, omdat dit automatisch inhoudt dat de meeste massa zich juist links van de verwachtingswaarde bevindt (zie grafiek). Voor zo'n verdeling geldt dat {\displaystyle \gamma _{1}>0}. Een voorbeeld van een rechtsscheve verdeling is de Gamma-verdeling. Voor de {\displaystyle \Gamma (k,\theta )}-verdeling geldt dat {\displaystyle \gamma _{1}=1/{\sqrt {2k}}}.
Als de zwaardere staart zich aan de linkerkant bevindt, heet de verdeling linksscheef. Voor zo'n verdeling geldt dat {\displaystyle \gamma _{1}<0}. Een voorbeeld van een linksscheve verdeling is de Beta(1,0)-verdeling met de kansdichtheid {\displaystyle f(x)=1/(1-x)(0<x<1)}, en scheefheid {\displaystyle \gamma _{1}=-0{,}94}.

## Steekproef
De scheefheid van een verdeling kan aan de hand van de uitkomst {\displaystyle x_{1},\ldots ,x_{n}} van een aselecte steekproef geschat worden door de momentschatter:
{\displaystyle g_{1}={\frac {{\sqrt {n}}\sum _{i=1}^{n}(x_{i}-{\bar {x}})^{3}}{\left(\sum _{i=1}^{n}(x_{i}-{\bar {x}})^{2}\right)^{3/2}}}},
waarin {\displaystyle {\bar {x}}} het steekproefgemiddelde is. Omdat deze schatter geen zuivere schatter is, dat wil zeggen {\displaystyle {\rm {E}}g_{1}\neq \gamma _{1}}, wordt in praktijk meestal de volgende, wel zuivere, schatter gebruikt
{\displaystyle G_{1}={\frac {\sqrt {n\,(n-1)}}{n-2}}\;g_{1}}

## Andere maten van asymmetrie
Karl Pearson suggereerde twee asymmetrie-maten die eenvoudiger te berekenen zijn:
- (gemiddelde – modus) / standaardafwijking
- 3 × (gemiddelde – mediaan) / standaardafwijking

Deze maten zijn echter minder gebruikelijk geraakt sinds de opkomst van de computer, die het berekenen van de gewone scheefheidsmaat vergemakkelijkte.